# Salsa chili
Per salsa chili si intende un condimento piccante a base di peperoncino, e a volte pomodoro, di cui esistono molteplici varianti che, a seconda dei casi, possono essere più o meno zuccherate e più o meno dense. La salsa chili funge da accompagnamento per molti alimenti della cucina messicana e thailandese.